# Sōke
Sōke (宗家?) è un termine della lingua giapponese, e anche un titolo, utilizzato in Giappone, che può significare "Capo", "Leader" o "Gran Maestro".
Può essere utilizzato per indicare il leader di una scuola o maestro in un determinato stile, ma il suo uso più comune è come alta onorificenza riservata al legittimo ed unico erede di una scuola o stile di arti marziali.

## Utilizzo del termine
Con Sōke si tende erroneamente ad indicare “il fondatore di uno stile" in quanto molti Sōke moderni sono anche i Leader della prima generazione della loro arte (Shodai Sōke). In questo caso il Sōke corrisponde al fondatore. Tuttavia, i successori al Shodai Sōke sono Sōke essi stessi.

## Caratteristiche
Sōke generalmente è considerato l'ultima autorità all'interno della loro arte ed ha la discrezione ed autorità per quanto riguarda le promozioni, il programma di studio, la dottrina e le azioni disciplinari. Uno Sōke ha l'autorità per pubblicare un menkyo kaiden il certificato che indica che qualcuno ha acquistato padronanza di tutte le funzioni del suo stile.
In alcune scuole come la Kashima-Shinryu è presente una figura relativa chiamata: Shihanke (師範家:しはんけ?) significando: "Linea di Istruttore" ricoprente un ruolo molto similare.  Un Shihanke è essenzialmente un secondo istruttore che esiste e non ha alcuna dipendenza dal Sōke. Nelle arti dove sono presenti sia il Shihanke che il Sōke è possibile che la posizione del Sōke sia essenzialmente quella di un titolo ereditario e onorifico nel sistema Iemoto, mentre il Shihanke è il responsabile per le operazioni di insegnamento attuali nella scuola.